# カルロス・キンタナ
カルロス・キンタナ（Carlos Quintana、1976年11月6日 - ）は、プエルトリコの男性プロボクサー。元WBO世界ウェルター級王者。「エル・インディオ (El Indio)」の異名を持つ。彼の戴冠により同階級にはWBA王者ミゲール・コット、IBF王者カーミット・シントロンと3人のプエルトリコ人ボクサーが世界王者として君臨することとなった。

## 来歴

### アマチュア時代
1976年にプエルトリコのモカに生まれ、10歳でボクシングを始めた。アマチュアの実績は長く20歳の時にプロへ転向するまでに70戦62勝48KOという記録を残している。1996年にはアトランタオリンピックにプエルトリコ代表団の一員に選ばれている。

### プロ時代
プロデビューは1997年6月14日、祖国プエルトリコにおいてであった。その後全勝のまま2001年6月16日にはWBAフェデセントロウェルター級タイトルを獲得、2006年2月24日にはWBOラテンウェルター級タイトルも獲得した。同年6月24日にはWBCラテンウェルター級タイトルも獲得し、WBA世界タイトル挑戦権も同時に獲得した。
2006年12月2日、初の世界タイトル戦となったWBA世界ウェルター級王座決定戦で同国の人気ボクサーミゲール・コットと対戦。しかし、この対戦は5回終了TKOで敗れ、キャリア初黒星を喫した。
2008年2月9日、WBO世界ウェルター級王者ポール・ウィリアムス（アメリカ合衆国）に挑み、戦前の圧倒的不利の予想を覆し12回3-0判定で勝利し、世界王者となった。これによりウェルター級はWBA・IBF・WBOと3つのタイトルがプエルトリコにもたらされた。
2008年6月7日、ウィリアムスとタイトルマッチで再戦し、ウイリアムスの連打を浴び、初回TKO負けを喫し王座から陥落した。
2010年4月10日、WBC世界ウェルター級王者アンドレ・ベルトに挑戦し、8回TKO負けで王座獲得ならず。

## 獲得タイトル
- WBOラテンウェルター級王座
- WBAラテンウェルター級王座
- WBO世界ウェルター級王座